# Aleksej Nikolajevitsj Tolstoj

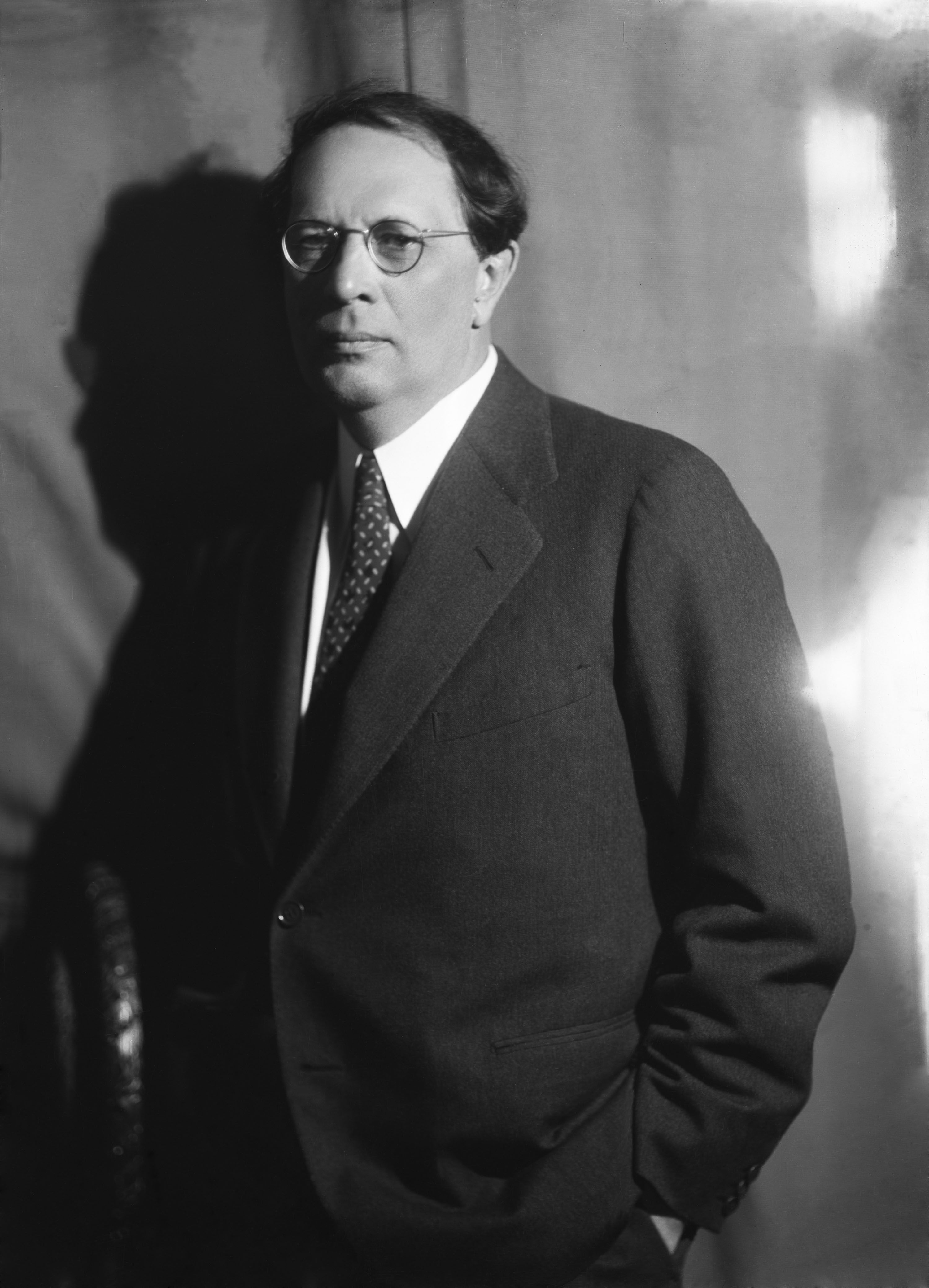
Aleksej Nikolajevitsj Tolstoj

Aleksej Nikolajevitsj Tolstoj (Russisch: Алексей Николаевич Толстой) (Poegatsjov, 10 januari 1883 – Moskou, 23 februari 1945) was een Russisch roman- en toneelschrijver.

## Leven
Graaf Aleksej Nikolajevitsj Tolstoj werd geboren als zoon van een officier en verre verwant van Leo Tolstoj. Vlak na zijn geboorte scheidden zijn ouders en groeide hij op bij zijn moeder op het landgoed Sosnovka bij de Wolga.
In 1901 ging Tolstoj naar Sint-Petersburg om techniek te studeren. Hij stapte echter al snel over op het schrijven van gedichten, in de stijl van de toen populaire symbolisten. In 1911 verscheen zijn eerste neo-realistisch geschreven prozawerk, onder meer de verhalen “Zonderlingen’ en “De hinkende vorst”, die positief gerecenseerd werden door Maksim Gorki.
Tijdens de Eerste Wereldoorlog was Tolstoj oorlogsjournalist in Engeland en Frankrijk. In die periode schreef hij ook zijn eerste toneelwerken.
Na de Russische Revolutie koos Tolstoj aanvankelijk partij tegen de Bolsjewieken en werkte later voor de propaganda-afdeling van de Witten. In 1921 emigreerde hij naar Berlijn en sloot zich aan bij een beweging van Russische nationalisten. In 1923 keerde hij, mede door heimwee gekweld, echter weer naar Rusland terug. Geleidelijk paste hij zich aan de opvattingen van het nieuwe regime aan. In 1936 loste hij Gorki, na diens dood, af als voorzitter van de Russische schrijversbond.

## Werk
De vroege gedichten van Tolstoj hebben de tand des tijds nauwelijks doorstaan, zijn verhalen en novellen gaat het wat beter af. De meeste bekendheid geniet hij vandaag de dag nog door zijn driedelige historische roman “Peter de eerste” (1941-1945), een diepgaande studie op basis van historiografische, diplomatische en iconografische bronnen. Voor de eerste twee delen kreeg Tolstoj in 1943 de Stalinprijs, het derde deel bleef door zijn overlijden in 1945 onvoltooid.
De Stalinprijs werd Tolstoj ook verleend voor zijn autobiografische (sociaal-realistische) romantrilogie “Langs de lijdensweg”, handelende over de Eerste Wereldoorlog, de Russische Revolutie en de Russische Burgeroorlog. Aan deze roman werkte hij liefst 22 jaar: het eerste deel verscheen in 1920, het derde deel in 1941.
Tolstoj verwierf ook naam als dramaturg: tijdens zijn leven schreef hij liefst 42 toneelwerken. Bekend is nog steeds zijn tweeluik “Ivan de Verschrikkelijke”, waarin hij tracht deze vorst te rehabiliteren.